# Западная провинция (Соломоновы Острова)
Западная провинция (англ. Western Province) — одна из провинций (единица административно-территориального деления) Соломоновых Островов. Включает в себя группу небольших вулканических островов Нью-Джорджия. Площадь 5 475 км², население 76 649 человек (2009). Административный центр — Гизо.